# パイソン (ミサイル)

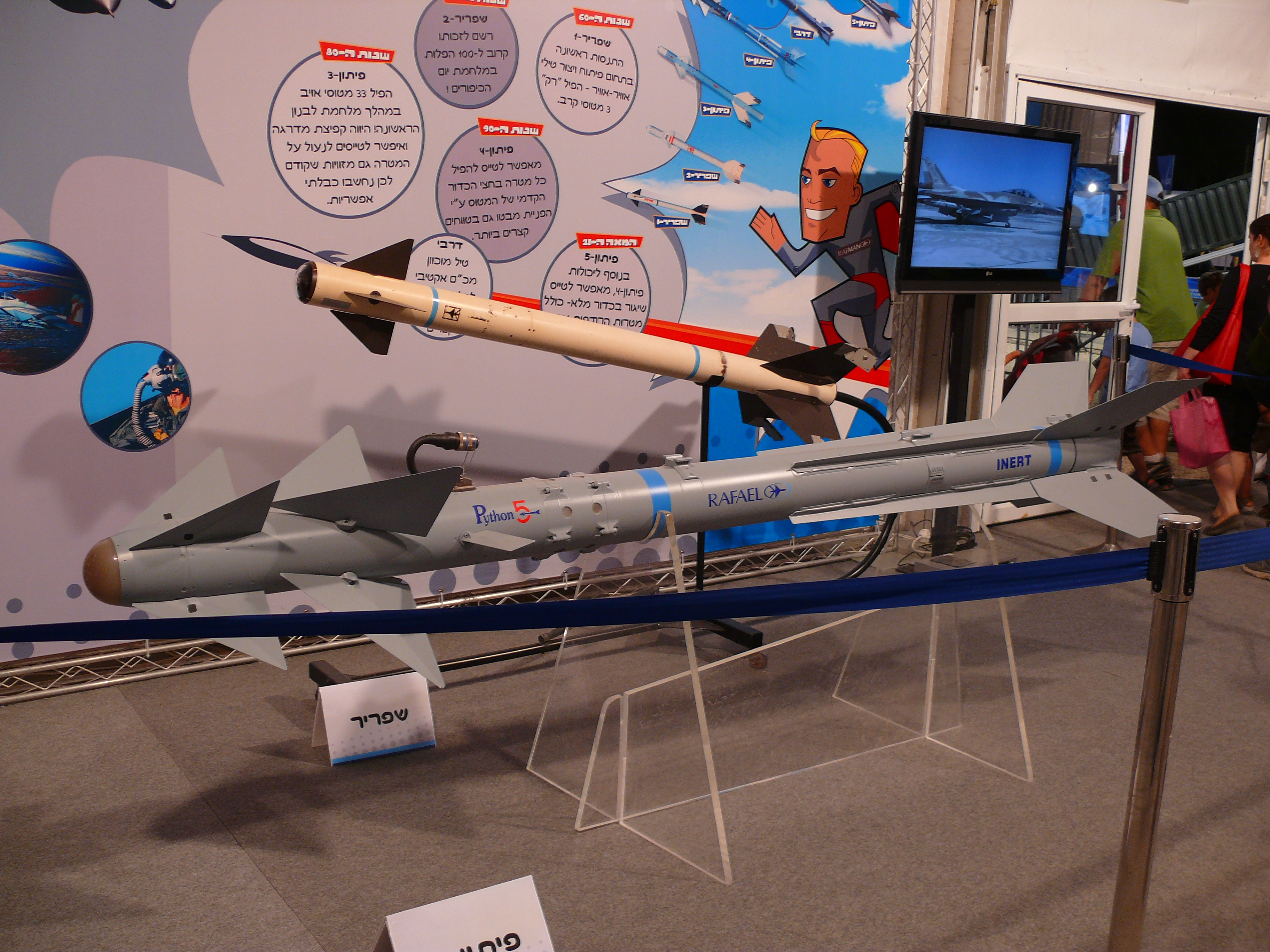
前方にあるのがパイソン5

パイソンは、イスラエルのラファエル・アドバンスド・ディフェンス・システムズ社で開発された短距離空対空ミサイル。前作のシャフリル1および2の経験を生かして開発された。初期型はパイソン3であり、発展型のパイソン4および5がある。

## 概要

### 来歴
第四次中東戦争までに、イスラエルはAIM-9Bを改良したシャフリル2を開発・生産・運用していた。1970年代前半よりシャフリル2の後継のミサイルとして、パイソン3の開発が開始された。シャフリルが2まであったために、パイソンは3からの名称となっている。

### パイソン3

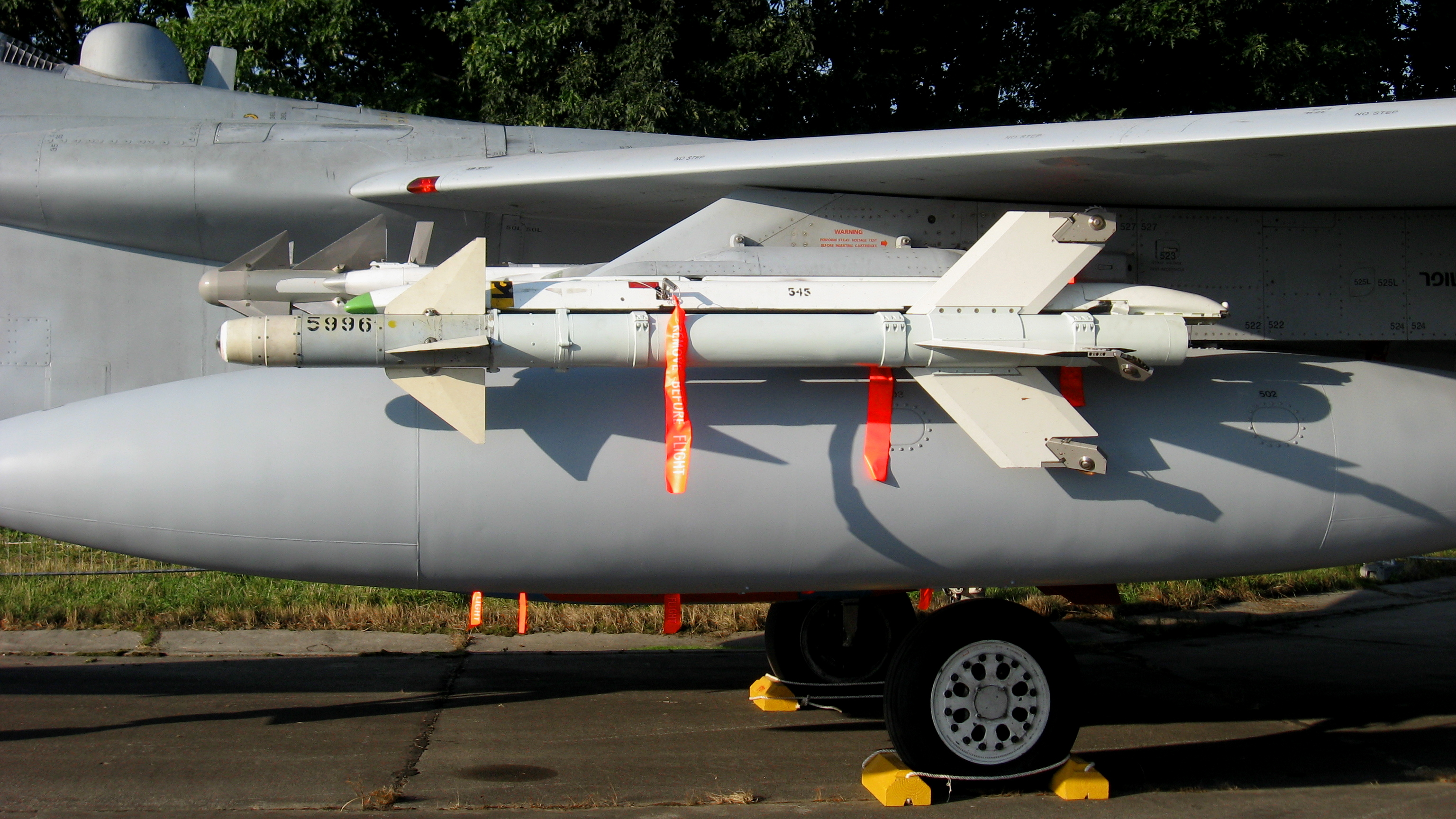
F-15D アケフに装備されたパイソン3

パイソン3は、シャフリル2よりも射程が延長され、全方位能力を有するようになった。前部に4枚のカナードを持ち、後部に4枚の安定翼を持つ。1982年のレバノン侵攻で実戦使用もなされている。中国でもパイソン3をライセンス生産し、PL-8として制式化されている。射程は15km。

#### PL-8

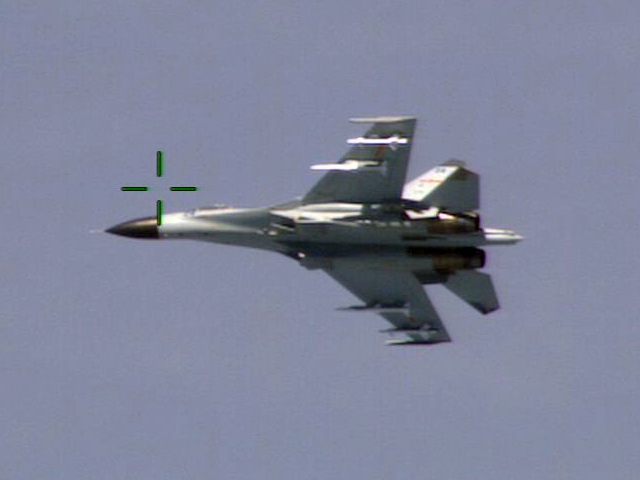
PL-8を装備したJ-11B

霹靂-8は中国の西安東機械工場によるライセンス生産型。1982年にライセンス契約が結ばれ、八号工程の計画名で1983年9月15日から技術移転を開始、1989年4月には技術移転を完了し、運用に入った。
以下の型式がある。
PL-8
イスラエルより輸入したもの。
PL-8A
イスラエルより輸入した部品でノックダウン生産したもの。
PL-8B
完全なライセンス生産型で、すべての部品を国内製造している。また、改良も加えられており、シーカーをPL-9C（en）のものに変更し、ヘルメット装着目標指示システムと連動できるようにしている。
PL-8H
弾頭を10kgに軽量化した地対空ミサイル型。中国航空輸出入公司（CATIC）によって開発された。

### パイソン4

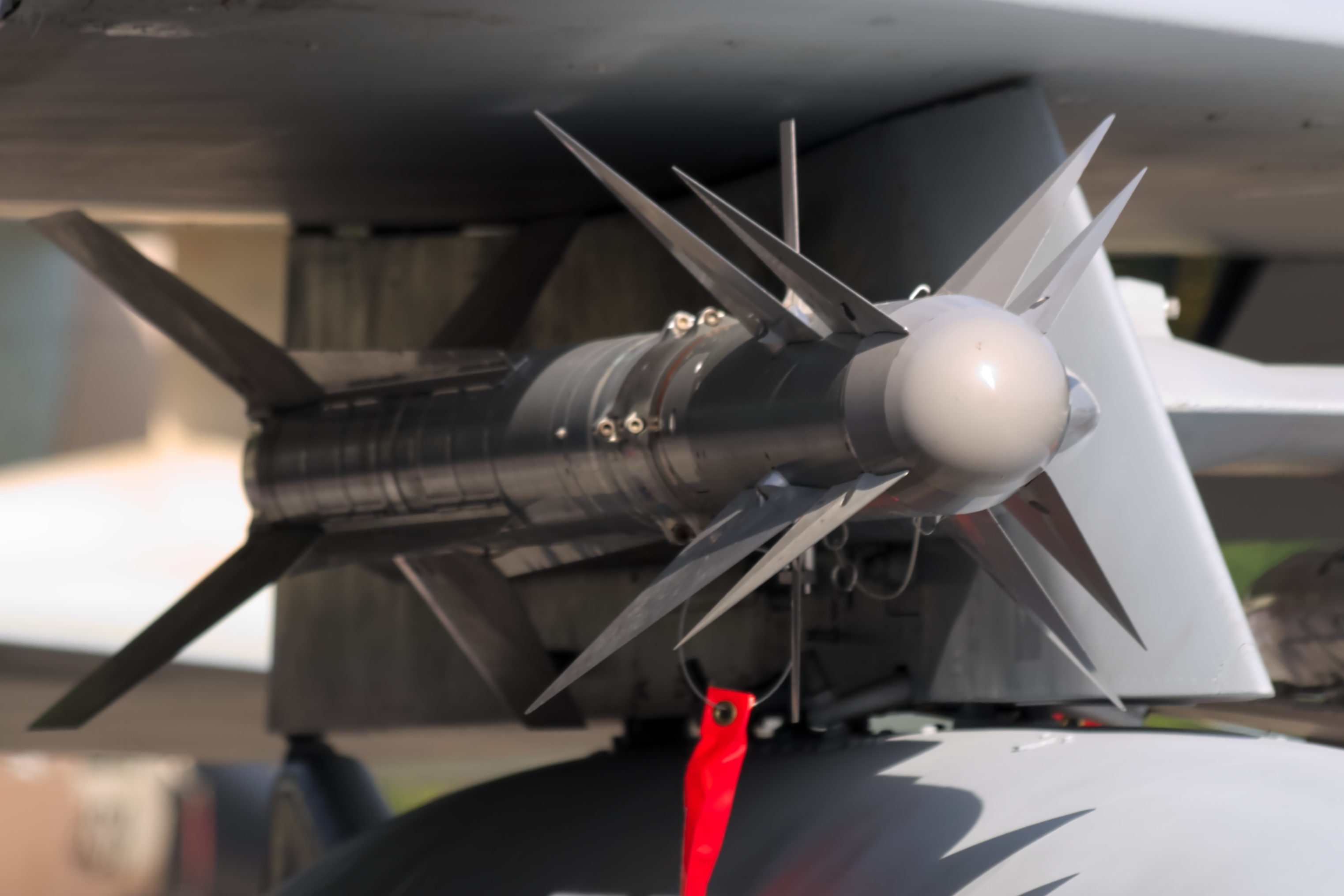
F-15D アケフの翼下に装備されたパイソン4

1990年代より配備開始。前部に4枚ずつ2組のカナードを持ち、後部に4枚の安定翼を持つ。センサーは赤外線と紫外線のデュアル・バンドに対応し、対妨害能力を向上、HMSによるヘルメット・サイト照準にも対応する。撃墜率を上げるためレーザー信管と着発信管の2つの近接信管を搭載している。

### パイソン5

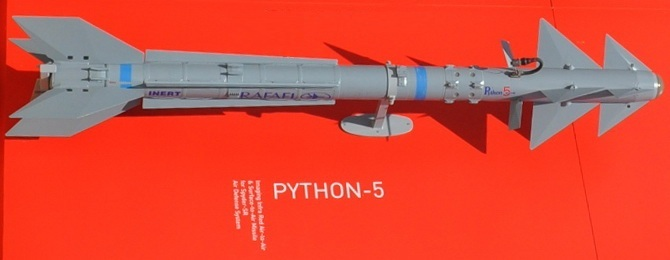
パイソン5

2000年代より配備開始。前部に4枚ずつ2組のカナードを持ち、後部に4枚の安定翼を持つ。慣性航法装置を内蔵し、発射後ロックオン（LOAL）能力を備え、全方位能力のほか、自機後方象限を含む全方位への発射能力を有する。誘導方式はデュアル・バンドに対応した赤外線画像誘導。オフ・ボアサイト能力も優れており、センサー角は100°を有する。射程は20km。ボーイング社のUCAVに搭載される空対空兵器の候補に挙がっており、少数がサンプルとしてアメリカに輸出されている。また、SPYDER-MR用としてブースターを装備し射程を延ばしたパイソンMRと呼ばれるモデルがある。

## 派生型

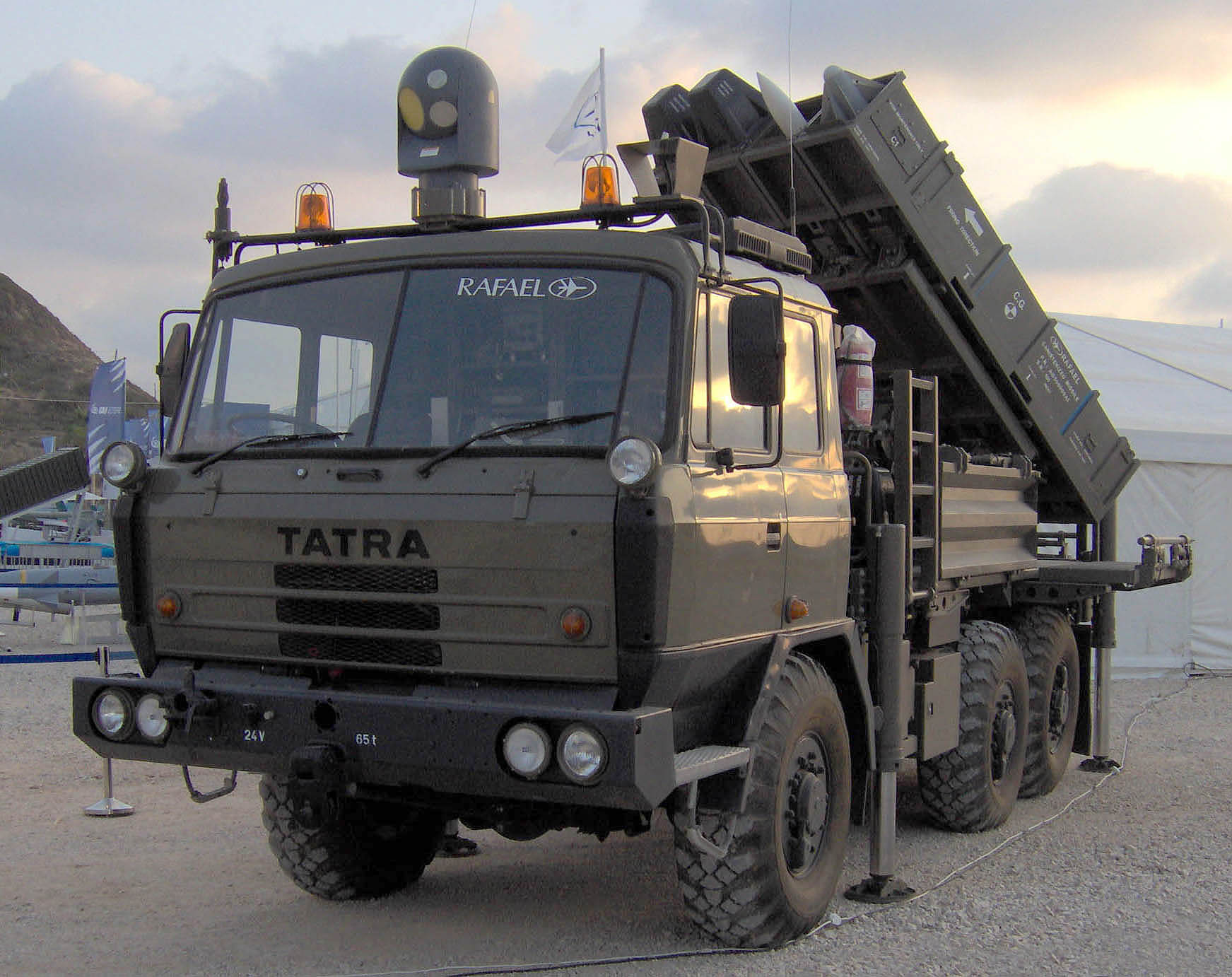
スパイダー・システムの内、ミサイル発射機

本ミサイルの派生型としてSPYDER = Surface-to-air PYthon and DERby 地対空ミサイルシステムがあり、ダービーおよびパイソン5が地対空ミサイルとして用いられる。

## 採用国
- アルゼンチン - パイソン4を購入。
- イスラエル - 開発国。

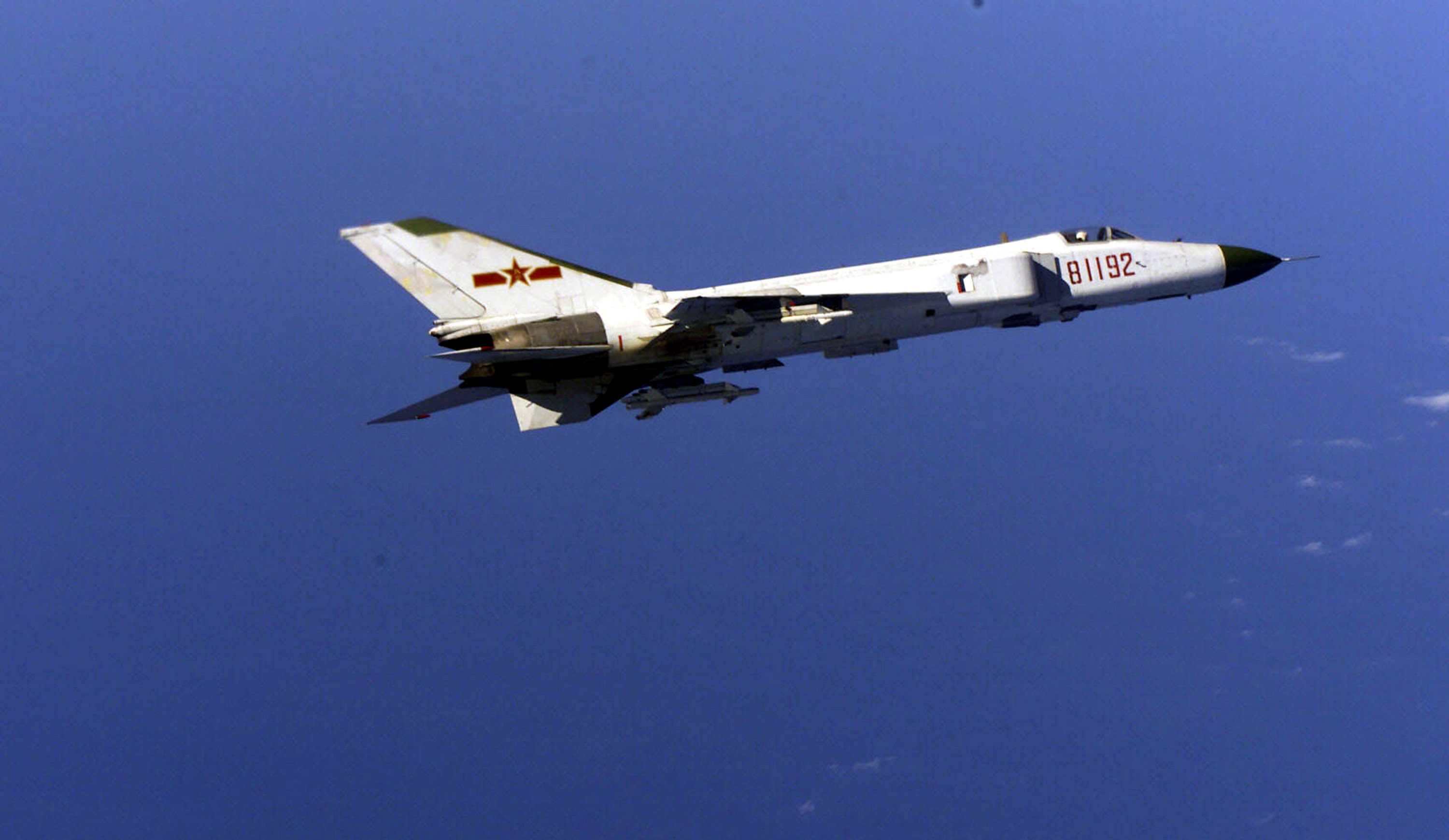
2本のパイソン3を装備した中国海軍所属のJ-8戦闘機

- インド - 2007年にパイソン4を100発購入。
- エクアドル - 1996年にパイソン3を60発、2001年にパイソン4を50発購入。
- コロンビア - 2005年にパイソン3とパイソン4をそれぞれ25発購入。2011年にパイソン5を100発購入。
- シンガポール - 2004年にパイソン4を600発購入。2023年時点で、シンガポール空軍がパイソン4（空対空型）を保有している[3]。
- タイ - 1990年にパイソン4を400-500発購入。
- 中華人民共和国 - PL-8としてパイソン3をライセンス生産。
- チリ - 1997年にパイソン3を120発、2011年にパイソン4を280発購入。
- ブラジル - 2001年にパイソン3を400発、2011年にパイソン4を200発購入。
- ベネズエラ - 2004年にパイソン4を54発購入。
- ボリビア - パイソン3を購入。
- 南アフリカ共和国 - 1989年にパイソン3を購入。V3S スネークという型式と愛称が与えられていた。2008年4月に退役。
- ルーマニア - パイソン3を購入。

## 諸元表

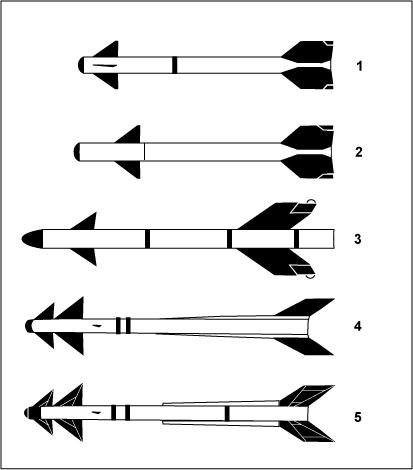
上よりシャフリル1、シャフリル2、パイソン3、パイソン4、パイソン5

|          | パイソン3               | パイソン4                      | パイソン5         |
| -------- | ----------------------- | ------------------------------ | ----------------- |
| 直径     | 15cm                    | 15cm                           | 16cm              |
| 全長     | 295cm                   | 295cm                          | 310cm             |
| 全幅     | 80cm                    | 50cm                           | 64cm              |
| 重量     | 120kg                   | 120kg                          | 103.6kg           |
| 弾頭重量 | 11kg                    | 11kg                           | 11kg              |
| 推進方式 | 固体燃料ロケット        | 固体燃料ロケット               | 固体燃料ロケット  |
| 誘導方式 | 赤外線ホーミング（IRH） | 二波長光波ホーミング（IR/UVH） | 赤外線画像（IIR） |
| 射程     | 15km                    | 15km                           | 20km以上          |
| 飛翔速度 | M3.5                    | M3.5                           | M4以上            |